# Непомнящий, Борис Вениаминович
Борис Вениаминович Непомнящий (род. 10 июля 1945, Свердловск) — советский и российский тележурналист, в прошлом — главный редактор программы «Время», руководитель ИТА.

## Биография
Окончил филологический факультет Уральского государственного университета в 1969 году, трудовую деятельность начал преподавателем стилистики и русского языка в средней школе № 9 родного Свердловска. 
В 1971—1974 годах — на комсомольской работе, с 1974 года — в аппарате ЦК ВЛКСМ. В 1989—1991 годах — главный редактор радиостанции «Маяк», затем главный редактор информационной программы «Время» (позднее — «ТВ Информ») на Центральном телевидении СССР. В 1992—1995 годах — генеральный директор Информационного телевизионного агентства (ИТА) РГТРК «Останкино». В октябре 1993 года наблюдал из окна за штурмом телецентра. В 1995 году оказался единственным, кого не приняли на ОРТ.
В 1995 году стал вице-президентом АОЗТ «Московская независимая вещательная корпорация» (МНВК), заместителем генерального директора телеканала «ТВ-6 Москва», в феврале-марте 1996 года был директором службы новостей этого телеканала (до назначения Александра Поклада). 
С марта 1996 по июль 2000 года — последовательно: заместитель председателя Всероссийской государственной телевизионной и радиовещательной компании (ВГТРК) по информационному вещанию холдинга, руководитель штаба ВГТРК по выборам, с октября 1997 года — первый заместитель директора (с апреля 1998 — директор) дирекции информационных и общественно-политических программ — главный редактор информационной программы «Вести». Перешёл на ВГТРК по приглашению нового председателя Эдуарда Сагалаева.
С июля 2000 года был начальником регионального управления министерства РФ по делам печати, телерадиовещания и средств массовых коммуникаций по Москве и Московской области.
Владеет французским языком. Увлекается чтением, теннисом. Женат, сын Владимир Борисович — также тележурналист.